# John Chalker
John T. Chalker (* 1956) ist ein britischer theoretischer Physiker.
Chalker studierte Physik an der Universität Cambridge mit dem Bachelor-Abschluss 1978 und wurde 1981 an der University of Oxford promoviert. Als Post-Doktorand war er an der Universität Heidelberg. 1983 wurde er Lecturer an der Universität Southampton und seit 1991 lehrt er in Oxford, wo er Professor und Tutorial Fellow am St Hugh’s College ist.
Er befasst sich mit theoretischer Festkörperphysik, unter anderem mit dem ganzzahligen Quanten-Hall-Effekt (wo er das Netzwerk-Modell entwickelte), ungeordneten Leitern (Anderson-Lokalisierung), geometrisch frustrierten Magneten und Quantensysteme weit ab vom Gleichgewicht.
2000 war er Mott Lecturer des Institute of Physics, erhielt 2000 einen Humboldt-Forschungspreis, 2008 die Rayleigh-Medaille und 2018 die Dirac-Medaille. Die Rayleigh-Medaille erhielt er für wichtige und innovative Beiträge zur Festkörperphysik, insbesondere exotische Quantenphänomene (Laudatio). Insbesondere wurde hervorgehoben sein Netzwerk-Modell für den Quanten-Hall-Effekt, das die Essenz des Phänomens in einfacher Weise einfing, so dass dies auch auf andere Festkörperphänomene übertragbar war, und Untersuchungen zum Übergang von zwei- zu dreidimensionalen Systemen, wo Schichten zweidimensionaler Systeme ein chirales Metall erzeugen mit zirkulierenden Ladungen an der Oberfläche. Er sagte auch besondere Ladungsdichtewellen im Quantenhalleffekt voraus, die später beobachtet wurden.

## Schriften (Auswahl)
- mit P. D. Coddington: Percolation, quantum tunneling and the integer Quantum Hall Effect. In: J. Phys. C, Band 21, 1988, S. 2665–2679
- mit D. K. K. Lee: A Unified Model for Two Localisation Problems: Electron States in Spin-Degenerate Landau Levels, and in a Random Magnetic Field. In: Phys. Rev. Lett., Band 72, 1994, S. 1510, arxiv:cond-mat/9311050
- mit C.-M. Ho: Models for the integer quantum Hall effect: the network model, the Dirac equation, and a tight-binding Hamiltonian. In: Phys. Rev. B, Band 54, 1996, S. 8708, arxiv:cond-mat/9605073
- mit R. Moessner: Exact results for interacting electrons in high Landau levels. In: Phys. Rev. B, Band 54, 1996, S. 5006, arxiv:cond-mat/9606177
- mit R. Moessner: Properties of a Classical Spin Liquid: The Heisenberg Pyrochlore Antiferromagnet. In: Phys. Rev. Lett., Band 80, 1998, S. 2929, arxiv:cond-mat/9712063
- mit Kagalovsky, Horovitz, Avishai: Quantum Hall plateau transitions in disordered superconductors. In: Phys. Rev. Lett., Band 82, 1999, S. 3516, arxiv:cond-mat/9812155
- mit J. J. Betouras: The effects of interactions and disorder in the two-dimensional chiral metal. In: Phys. Rev. B, Band 62, 2000, S. 10931, arxiv:cond-mat/0005151
- mit S. Powell: SU(2)-invariant continuum theory for an unconventional phase transition in a three-dimensional classical dimer model. In: Phys. Rev. Lett., Band 101, 2008, S. 155702, arxiv:0805.3698
- Geometrically Frustrated Antiferromagnets: Statistical Mechanics and Dynamics. In: Claudine Lacroix, Philippe Mendels, Frederic Mila (Hrsg.), Introduction to Frustrated Magnetism: Materials, Experiments, Theory, Springer 2011, arxiv:0901.3492
- mit Knolle, Kovrizhin, Moessner: Dynamics of a Two-Dimensional Quantum Spin Liquid: Signatures of Emergent Majorana Fermions and Fluxes. In: Phys. Rev. Lett., Band 112, 2014, S. 207203, arxiv:1308.4336